# Ctenucha nantana
Ctenucha nantana là một loài bướm đêm thuộc phân họ Arctiinae, họ Erebidae.